# Ramon Leeuwin
Ramon Leeuwin est un footballeur international surinamien, né le 1er septembre 1987 à Amsterdam aux Pays-Bas. Pouvant évoluer au poste de défenseur central, de latéral droit ou de milieu défensif, il évolue actuellement avec Almere City.

## Biographie
Le 22 août 2018, il s'engage pour trois saisons avec l'Odense Boldklub. Il portera le numéro 5.

## Palmarès
Vierge